# Psychoderelict
Albums de Pete Townshend
The Iron Man: A Musical
(1989) A Benefit for Maryville Academy
(1998)
Psychoderelict est un album-concept de Pete Townshend sorti en 1993, il s'agit de son cinquième album solo.

## Concept
À la différence des précédents albums-concept de Townshend, comme Tommy ou Quadrophenia, Psychoderelict est structuré en partie comme une pièce radiophonique, avec des fragments de dialogues placés entre les chansons ou en plein milieu de celles-ci. La réaction négative à cette particularité a entraîné la sortie d'une version de l'album expurgée de tous les dialogues.
L'histoire de Psychoderelict semble d'inspiration autobiographique : le personnage de Ray High et son concept de « Gridlife » rappellent le projet Lifehouse poursuivi sans succès par Townshend au début des années 1970. Des fragments des chansons Baba O'Riley et Who Are You apparaissent également sur l'album.

## Titres
Toutes les chansons sont de Pete Townshend, sauf Flame (Gavin Lewis, Jaz Lochrie, Josh Phillips-Gorse, Mark Brzezicki, Simon Townshend) et Fake It (Billy Nicholls, Jon Astley, Jon Lind).

### Version avec dialogues
1. English Boy – 5:07
2. Meher Baba M3 – 3:31
3. Let's Get Pretentious – 3:36
4. Meher Baba M4 (Signal Box) – 2:23
5. Early Morning Dreams – 3:54
6. I Want That Thing – 3:58
7. Dialogue introduction to "Outlive the Dinosaur" – 0:32
8. Outlive the Dinosaur – 3:24
9. Flame (Demo version) – 1:08
10. Now and Then – 4:24
11. I Am Afraid – 4:34
12. Don't Try to Make Me Real – 2:59
13. Dialogue introduction to "Predictable" – 0:34
14. Predictable – 2:16
15. Flame – 2:40
16. Meher Baba M5 (Vivaldi) – 2:35
17. Fake It – 3:29
18. Dialogue introduction to "Now and Then (Reprise)" – 0:32
19. Now and Then (Reprise) – 2:57
20. Baba O'Riley (Demo) – 1:20
21. English Boy (Reprise) – 7:05

### Version sans dialogues
1. English Boy – 4:48
2. Meher Baba M3 – 3:39
3. Let's Get Pretentious – 3:27
4. Meher Baba M4 (Signal Box) – 2:42
5. Early Morning Dreams – 3:06
6. I Want That Thing – 4:03
7. Outlive the Dinosaur – 4:23
8. Now and Then – 4:12
9. I Am Afraid – 4:22
10. Don't Try to Make Me Real – 3:30
11. Predictable – 3:11
12. Flame – 4:16
13. Meher Baba M5 (Vivaldi) – 2:40
14. Fake It – 3:37
15. English Boy (Reprise) – 7:04